# ایمی واینهاوس در بی‌بی‌سی
ایمی واینهاوس در بی‌بی‌سی (به انگلیسی: Amy Winehouse at the BBC) یک آلبوم زنده از هنرمند اهل بریتانیا ایمی واینهاوس است. آلبوم در ۱۲ نوامبر ۲۰۱۲ پس از مرگ ایمی توسط گروه موسیقی یونیورسال منتشر شد.